# Molekulární marker
Molekulární marker (molekulární identifikační znak) je cíleně či náhodně vybraná informace o vzorku, nejčastěji biologickém materiálu, která byla získána prostřednictvím analýzy jeho molekul.
Příkladem molekulárního markeru může být náboj molekuly enzymu, pořadí nukleotidů v sekvenci DNA, či délka fragmentu DNA.
Tyto znaky mohou být specifické na různých úrovních (pro konkrétní jedince, přes populace až po všechny organismy), mají proto všestranné využití zejména v lékařství a přírodních vědách. Na příklad specifické oblasti DNA se používají k diagnostice autosomální recesivní genetické poruchy cystické fibrózy, další diagnostické testy (např. pro komplexní neurodegenerativní onemocnění, Alzheimerovu chorobu), využívají i analýzu proteinů. Dalším z uplatnění molekulárních markerů je zjištění příbuznosti (ať již pro forenzní, či vědecké účely).

## Nejběžněji používané molekulární markery
- Izoenzymy - tedy enzymy mající stejnou funkci, ale jinou strukturu, lze vzájemně odlišit prostřednictvím gelové elektroforézy.
- Genetické (DNA) markery

1. RFLP (Polymorfismus délky restrikčních fragmentů)
2. analýza fragmentů DNA (založené na PCR)
  1. RAPD (Random Amplified Polymorphic DNA)
  2. AFLP (Amplified Fragment Length Polymorphism)
  3. ISSRs (Inter Simple Sequence Repeats)
  4. PCR-RFLP (Polymerase Chain Reaction – RFLP)
  5. mikrosatelity (Simple Sequence Repeats – SSRs)
  6. SCP (Single Strain Conformation Polymorphism)
3. celogenomové markery (založené na sekvenaci DNA)
  1. SNP (Jednonukleotidový polymorfismus)
  2. HybSeq
  3. RADseq